# Зальбанд
Зальбанд (від нім. Saalband, Sahlband) — у геології — зона контакту мінеральної жили з боковими породами. 3альбанд може бути чітким або «розмитим». В останньому випадку вміст цінних компонентів в 3. може досягати пром. значення і залучатися до експлуатації.